# Alex Fitzalan
Alex Fitzalan (* 1993 oder 1994 in Sydney) ist ein australischer Schauspieler, der 2019 größere Bekanntheit durch die Mitwirkung in der Netflix-Originalserie The Society in der Rolle als Harry Bingham erlangte. Sein Schauspieldebüt gab Fitzalan 2014 in dem Kurzfilm I miss you. Im Jahr 2022 war er einer der Hauptdarsteller in der zweiten Staffel der Prime-Video-Serie The Wilds.

## Filmografie
- 2014: I miss you
- 2018: Slender Man
- 2019: The Society
- 2022: The Wilds
- 2022: Chevalier

## Belege
1. ↑  Jonathon Moran: Remember this face – Aussie star on the rise: ‘There is no end goal in focusing on fame’. In: Daily Telegraph. 2. November 2022, abgerufen am 3. Mai 2024 (englisch).
2. ↑  Alex Fitzalan. In: moviepilot.de. Abgerufen am 31. Juli 2019.

| Personendaten    | Personendaten              |
| ---------------- | -------------------------- |
| NAME             | Fitzalan, Alex             |
| KURZBESCHREIBUNG | australischer Schauspieler |
| GEBURTSDATUM     | 1993 oder 1994             |
| GEBURTSORT       | Sydney                     |